# 침례교

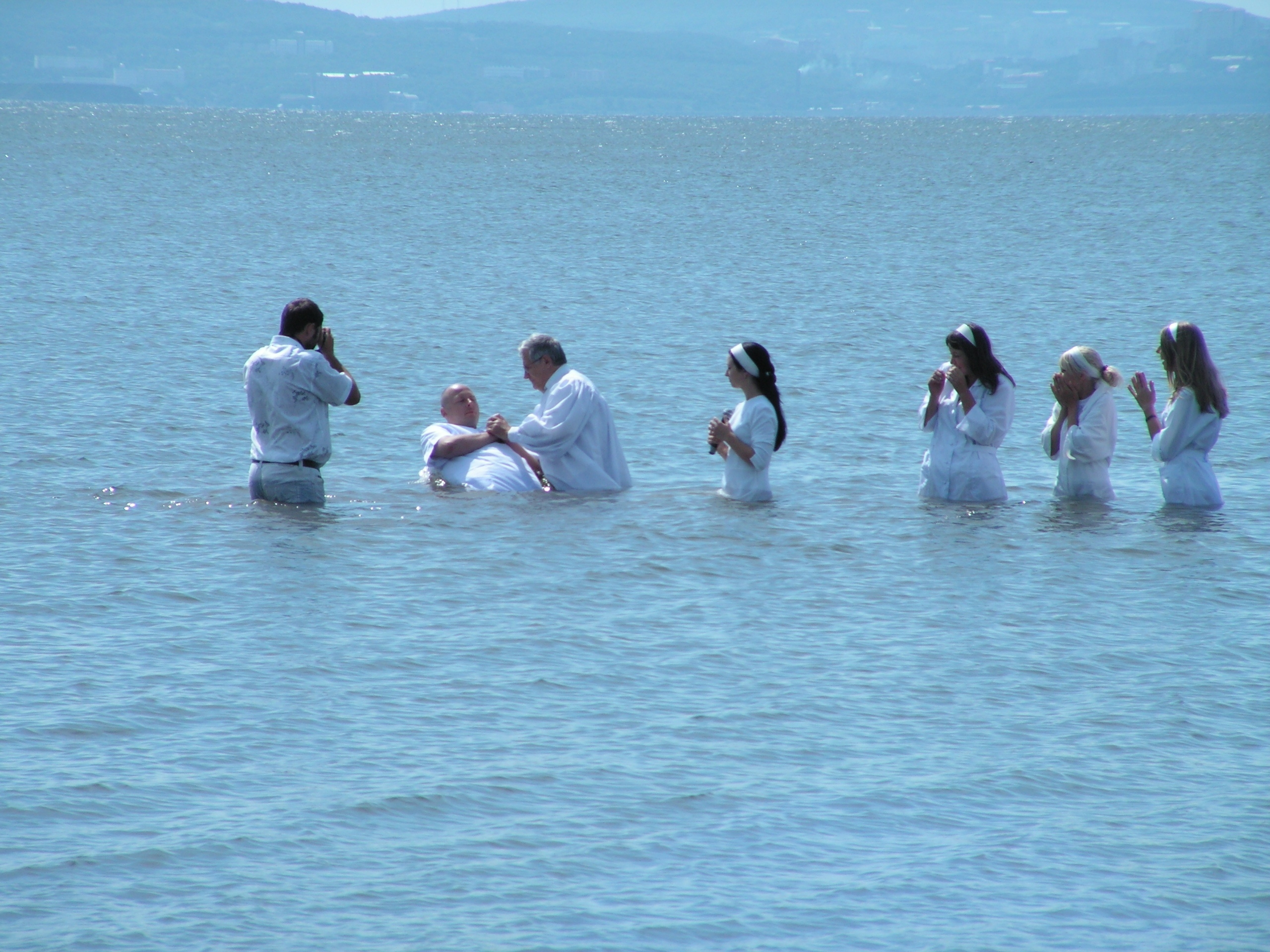
침례교의 침례식

침례교(浸禮敎, baptist)는 잉글랜드에서 청교도 신학의 영향을 받아 발생한 개신교의 한 교단이다. 침례교파가 유럽 대륙에서 발생한 재세례파에 뿌리를 두고 발생하였다는 주장을 하는 이들도 있으나 역사적으로 입증된 주장이 아니다. 침례교는 예수에 대한 믿음을 고백한 후 침례를 줘야 한다는 신자의 침례와 대상자를 물속에 완전히 잠기게 하는 침수례가 성경적이라고 주장한데에서 '뱁티스트'(baptist)라는 명칭을 갖게 되었다. 재세례파(anabaptist)와는 신학사상이 다르고 교단차원에서 서로 교류한 적이 없고, '재세례파'도 잉글랜드 뱁티스트들을 자신들의 일파 혹은 방계로 여기지도 않았다. 홀랜드 쪽에 있었던 아나밥티스트 소위 워터랜드 아나밥티스라고 불리던 이들만이 침례를 주었기에, 잉글랜드 밥티스트와 워터랜드 아나밥티스트 사이에 연관관계가 있을 것이라고 믿고 싶은 이들이 있어서 'anabaptist'를 재침례파라고 번역하기도 하지만 역사적 근거는 없다. 미국으로 건너간 '재세례파'는 아미쉬파로 정착하였고, 잉글랜드 침례교도들은 아미쉬파 등과는 교류가 전혀 없이 미국 내에 최대 교단으로 성장하였다. 노예해방 문제와 남북전쟁을 계기로 북침례교회와 남침례교회로 분리되어 오늘날에 이르렀다.

## 개요
침례교는 (영아가 아닌) 신앙인의 침례와 믿음만으로 이뤄지는 구원을 비롯해 성경을 신앙과 실천의 유일한 원칙으로 삼고 있으며, 지역교회(개별교회) 각각의 독립성을 원칙으로 한다는 점에서 장로교파(장로주의) 및 감리교파(감독주의)와 다르다. 즉, 각각의 개별교회는 규모와 조직체계와는 상관이 없이 독립된 완전체이며 어떤 개별교회도 다른 개별교회의 일부가 될 수 없고, 어떤 교회도 다른 교회를 간섭하거나 간섭받아서는 안 된다는 입장이다. 따라서 각 개별교회 내부에서 발생한 문제를 그 교회 밖의 다른 어떤 교회나 총회에서 간섭하여 재판을 하고 판결을 내리는 것은 원칙적으로 불가하다.  반면에 외부의 어떤 조직으로부터도 간섭을 받지 않는 독립된 개교회들이 자발적으로 연합하여 협력한다는 점에서 '독립개교회주의'(church individualism)와도 다르다. 협력사업을 위해 자발적으로 연합상과 각 개별교회들 상호간의 연합자립적인 지역 교회를 그 특징으로 갖고 있다. 따라서 역사적으로 침례교회는 칼빈주의 신학을 받아들인 청교도 회중주의자들 중에서 나온 '특수침례교회'가 가장 뿌리가 깊지만, 각 개별교회마다 혹은 연합체마다 자신들의 신학노선을 자유롭게 취하는 경향이 있다. 하지만 오늘날 일반적으로 폭넓게 복음주의와 근본주의의 노선을 지향하는 경향이 있다. 직제로는 목사와 집사가 있다.
최초의 침례교회로는 1609년 암스테르담에서 영국인 분리주의자 존 스미스를 목사로 한 회중을 최초의 침례교회라고 하기도 하지만 미국 남침례교단의 사학자는 그렇게 단정하지를 않고 'path finder'로 지칭한다. 신약성경에 근거한 회중을 세우기 위한 몇몇 조건들을 고민하고 시험한 공로가 있다. 스미스는 영아의 침례나 세례를 거부했고, 신앙에 대한 구체적인 고백이 있는 이들에 대해서만 '뱁티즘'을 주었다. 그러나 어떤 방식으로 뱁티즘을 주어야 하는지, 자신의 뱁티즘이 정당한 효력이 있는지, 있다면 왜 있는지에 대해 깊이 고뇌했다. 존 스미스의 회중은 존 스미스의 죽음으로 소멸되었다. 그러나 잉글랜드의 자유교회운동은 청교도 신학의 칼빈주의를 기초로 하는 특수침례교인(Particular Baptists)들과, 신학적 엄밀성이 떨어지는, 심지어 알미니안주의적 성향을 보이기도 하는 일반침례교인(General Baptists)들이 생겨났다. 특수침레교회와 일반침례교회는 교회론이 상당히 달라 교파적 교류가 없었다. 일반침례교회는 쇠락했고, 겨우 명맥을 유지하다가 최종적으로 특수침례교회에 흡수되었다. 그런 점에서 영국 침례교는 칼빈주의를 기초로 하는 개혁파 혹은 특수침례교(Particular Baptists)적 성향이 두드러졌다고 말하는 것이다. 1639년 로저 윌리엄스는 미국에 최초로 침례교회를 설립하였고, 미국의 자유정신은 침례교회의 자유정신과 유사한 점이 있었고, 침례교회가 성장하는 기초가 되었다. 특히 18세기 중반의 대각성 운동 이후 미국의 침례교회는 감리교회와 더불어 증가하기 시작했다.
2000년을 기준으로 세계의 침례교인 수는 약 1억 5천만 명이다. 미국의 개신교에서는 세계 최대의 개신교단인 남침례회의 교세가 가장 크다.

## 침례교회의 직분과 주장

### 개별 교회의 자치권(회중주의)
침례교의 각 교회는 정책, 조직 형태, 가르침에 있어서 자치권을 갖는다. 침례교회는 각 교회의 독립을 강조하여, 총회와 같은 기관이나 교황과 같은 지도자에 의한 직접 관리를 받지 않는다. 교회 운영, 지도권, 가르침은 각 교회의 평신도에 의해 민주적으로 결정되며, 이에 따라 각 교회의 믿음의 차이가 나타난다. 회중주의의 특징으로서, 많은 협의회와 총회들이 만들어져 있다. 이러한 협회들은 선교를 비롯한 교육 및 자선을 위해 존재하고 있으며, 개별 교회의 운영에 대한 권한은 갖지 않고, 개별교회의 자율성을 존중한다. 따라서 어느 총회에도 소속되지 않은 독립 침례교회들도 존재한다.

### 전 신자의 제사장 직분자
전 신자가 제사장 직분자라는 만인제사장설은 모든 기독교인은 성직자들의 도움 없이 하나님과 직접 만날 수 있으며, 성경을 통해 계시된 진리를 받을 수 있다는 것이다. 이 교리는 "그리스도인은 왕같은 제사장이요, 하나님의 백성이요, 거룩한 민족이며, 우리를 어둠에서 빛으로 이끄신 하나님의 구원을 선언하기 위해서 부름을 받았습니다."라고 고백하는 베드로전서 2장 9절 내용에 근거하고 있으며, 마르틴 루터에 의한 종교개혁 및 15세기 영국교회의 종교개혁자 존 위클리프에 의해 대중화되었다. 침례교의 모든 신자의 제사장 직분은 그들의 종교의 자유에 대한 믿음을 지지하는 기둥 중 하나이다.

### 성례전
일반적으로 침례교회에서는 신약성서에 나오는 두 가지 성례전을 행하는데, 이는 침례와 주의 만찬이다.

#### 침례
침례는 예수를 그리스도로, 즉 세상을 구원하신 분으로 고백한 후 물 속에 온몸이 완전히 잠기는 의식으로서, 옛사람이 죽고 새사람으로 거듭남의 상징적인 의미를 지니고 있다. 따라서 침례중생설을 지지하지 않는다. 대부분의 침례교회에서는 구원을 얻은 후 받는 신자의 침례를 회원의 자격으로 삼고 있다.
침례교에서는 유아세례(유아침례)를 인정하지 않고 있다. 구원은 그리스도에 대한 믿음의 고백으로 얻어지는 은혜이므로, 부모가 자식의 구원을 결정할 수 없다고 보기 때문이다.
침례교에서는 물에 완전히 잠기는 침례를 강조한다. 이는 침례 요한이 사용했던 방식으로서, 침례를 주는 목회자가 침례 받는 사람을 뒤쪽으로 몸을 낮추어 물에 잠기게 하며, 성부와 성자와 성령의 이름으로 침례를 주고 그리스도의 제자로 삼으라는 예수 그리스도의 명령 즉, 삼위일체에 대한 언급이 나오는 마태복음서 28장 19절-20절이나 다른 신앙고백문을 낭독함으로써 이루어진다. 이러한 의식은 그리스도인이 예수와 함께 죽었다가 다시 살아난다는, 로마서의 가르침을 적절하게 설명한다.
인정되는 침례의 방식과 주체도 교회별로 차이가 있을 수 있다. 많은 침례교회들은 물에 완전히 잠기는 침례만을 인정하나, 몇몇 교회에서는 장애인이나 노인등, 예외적인 경우에 한하여, 물에 잠기는 것을 대체하기도 한다. 또한 회원을 이명하는 데 있어, 다른 기독교 교파에서 받은 세례(유아세례 제외)를 침례로 인정하는 교회도 있다.

#### 주의 만찬
주의 만찬은 기독교 교파별로 거룩한 교제(Holy Communion), 감사의 제사(Eucharist), 주의 만찬(Lord's Supper)등의 다양한 이름으로 불리는데, 침례교회에서는 주의 만찬(Lord's Supper)으로 부른다. 주의 만찬은 복음서에 기록된 예수의 마지막 만찬을 모방한 의식인데, 누가복음서 22장 19절에 따르면 예수께서는 고난받기 전날의 마지막 만찬에서 "나를 기념하여 이것을 행하라"라고 하였다. 주의 만찬에 참여하는 사람들은 예수의 몸과 피를 상징하는 빵과 음료를 함께 먹음으로써 주의 만찬을 행한다. 침례교에서는 빵과 음료가 예수의 몸과 피라는 것을 상징적인 의미로 해석하며, 로마 가톨릭에서 받아들이는 화체설(빵이 실제로 몸으로 변함)과 같은 문자적 해석은 배제한다. 주의 만찬의 집전시에는 사도 바울이 고린도 교회에 보낸 첫 번째 편지인 고린도전서 11장 23절~25절을 인용한다.
주의 만찬에 사용하는 빵은 누룩(베이킹파우더)를 넣지 않는 네모진 모양의 빵이나, 웨이퍼(얇게 구운 과자) 등을 자주 사용하며, 마지막 만찬에 사용되었으리라 여겨지는 누룩 없는 종류의 빵을 사용한다. 미국의 침례교에서 금주주의에 근거하여 주의 만찬에 사용하는 음료는 알콜이 없는 포도 음료를 주로 사용하게 되었으나, 일부 교회에서는 알콜이 있는 포도주를 사용하기도 한다. 보통은 개개인별로 작은 잔에 음료를 담아 나누지만 회중 전체가 하나의 큰 잔을 사용하기도 한다. 교회에서 자주 사용되는 긴 의자의 뒤에는 주의 만찬에 사용한 잔을 둘 수 있는 둥근 공백이 있기도 하다. 보통 빵과 잔은 목사로부터 집사에게 전달되며, 집사는 다시 빵과 잔을 회중들에게 나누어준다. 일반적으로는 일치의 상징으로서 모든 회중이 동시에 빵을 먹고 잔을 마신다. 때에 따라서는 빵과 잔을 한꺼번에 먹는 경우도 있다.
주의 만찬의 주기는 주단위, 월단위, 분기단위, 연 단위로 이루어질 수 있다. 보통은 예배의 마지막으로 이루어지나 예배 중 어느 때라도 행할 수 있다. 주의 만찬에 참여할 수 있는 자격의 범위는 기독교 신앙을 고백하는 모든 회원이 참여할 수 있도록 열려 있는 방식이 있고, 침례교인이면 참여할 수 있는 방식이 있으며, 자기 교회에 등록한 회원만 참여할 수 있는 방식이 있다.

## 직책
일반적으로 침례교에서는 목사과 집사를 성서에 나타난 직분으로 보고 있다. 다른 교파에서 많이 나타나는 장로의 직분은 목사의 직분에 해당하는 것으로 간주하여 독립적인 직책으로 보지 않는다. 이들 직분이 남자에게만 해당되는 것인가 하는 것이 한동안 논쟁이 된 적이 있었으나, 2009년 침례교단 총회에서 여성의 감독과 집사 안수가 통과 되어 지금에 이르고 있다. 이것은 "그때에 내가 나의 영으로 남종과 여종에게 부어주리라" 하신 구약의 요엘 2 : 29를 근거로써 이루어진 것이고, 인간의 오랜 전통 보다도 성경을 최고의 권위로 삼는 정신을 바탕으로 이루어진 결과이다.

### 목사
침례교 목사의 주요 역할은 예배 때마다 설교를 즉, 성경을 해석함으로써 하나님의 말씀을 전하는 것이다. 또한 목사는 병이 든 사람의 집이나 병원을 심방하기도 하며, 아직 믿음의 결정을 내리지 못한 가정을 방문하기도 한다. 성도들의 결혼식과 장례식을 이행하며, 업무 회의에 있어서는 사회자 역할을 맡는다. 어느 정도의 크기가 되는 교회에서는 특정 목적을 담임하는 부교역자를 둔다. 부교역자가 담당하는 부분은 행정, 상담, 사회사업, 교회음악, 청년교육, 어린이교육, 교회경영 등이 있다.

### 집사
초대교회에서 사도들의 사역이 늘어나 여기저기서 일어나는 각가지 공정성에 대한 여러 가지 문제들을 다 감당할 수 없게 되었다. 그래서 선택 받은 사람들이 바로 집사들이다. 우리가 잘 아는 스데반도 이때 선택되어 집사로 안수 받게 된다. 이 집사들의 직무는 주로 재정 문제였다. 성도들의 구제문제에서 비롯하여 교회의 각종 사업에 대한 재정 출납을 맡아 총괄하였다.

### 신약성서 시대의 기원
어떤 견해에서는 침례교의 기원을 신약성서의 침례자 요한과 그리스도로 보기도 한다. 이 견해를 지지하는 사람들은, 침례교라 불리지는 않았으나 기독교인들이 회중으로 모여 현재의 침례교의 방식 및 전통을 이어 왔다고 주장한다. 이 견해에 따르면 침례교는 종교개혁 그 이전부터 존재하는 것이며, 따라서 종교개혁과도 관련이 없게 된다. 하지만 일부 근본주의적인 침례교인들을 제외한 대다수의 침례교인은 이 주장을 근거없는 주장이라고 생각한다. 그러나, 현대에 와서 그러한 주장을 하는 침례교신학자들은 거의 없다.

### 재침례교 기원
재침례교는 1500년대의 종파로서 유아 세례를 인정하지 않고 성인에 대해 “다시 침례”를 준 집단이다. 이 종파는 신앙고백 이후의 침례와 믿음의 자유 등 침례교와 많은 부분 공통점을 가지고 있으며, 침례교의 형성에 영향을 주었다. 이들의 영향을 받은 일부 청교도들이  설립한 교회라고 설명한다. 청교도들은 성공회의 주교제와 예복사용에 반대하고, 민주적인 교회정치제도인 장로제를 요구하며 17세기 분리된 칼뱅주의자들을 말하는데, 이들중 일부가 1620년 영국 런던에 침례교회를 세웠다고 보는 것이다.

## 한국으로의 전래
대한민국의 침례교회는 1889년 캐나다 선교사 맬컴 펜윅에 의해 함경남도 원산에 설립된 대한기독교회(1921년 동아기독교회로 교단명 변경)를 모태로 1949년 미국 남침례회와 제휴하면서 본격적인 교파로 발전하였다. 또한 1954년 미국 선교사 아이잭 포스터에 의해 한국성서침례친교회가 선교활동을 시작하였다.
1959년 남침례회 선교사를 중심으로한 교인들과 동아기독교회 출신 토착 교인들 간의 신학적 논쟁으로 인해 대한기독교침례회연맹과 기독교대한침례회연맹으로 분열되기도 했으나, 1968년 두 파벌이 합동하였다. 현재의 명칭은 기독교한국침례회다.